# Paolo Marella
Paolo Marella (25. ledna 1895 – 15. října 1984) byl italský kardinál římskokatolické církve. Po kariéře delegáta Svatého stolce působil v Římské kurii a v roce 1959 byl papežem Janem XXIII. povýšen na kardinála.

## Životopis
Narodil se v Římě Luigimu a Vincenze (rozené Baldoniové) Marellovým a studoval v Papežském římském semináři a na univerzitě La Sapienza. Na kněze byl vysvěcen kardinálem Basiliem Pompilim 23. února 1918 a poté pokračoval ve studiu a zároveň vykonával pastorační činnost v Římě až do roku 1922.
V letech 1922–1924 byl úředníkem Posvátné kongregace pro šíření víry v Římské kurii. Dne 9. ledna 1923 byl povýšen do hodnosti tajného komořího Jeho Svatosti a později 5. dubna 1933 do hodnosti domácího preláta Jeho Svatosti. Poté působil jako auditor (1924–1933) a chargé d’affaires (únor až září 1933) apoštolské delegace ve Spojených státech.
15. září 1933 byl papežem Piem XI. jmenován titulárním arcibiskupem v Doclei. Biskupské svěcení přijal 29. října následujícího roku z rukou kardinála Pietra Fumasoniho Biondiho, spolusvětiteli byli arcibiskupové Carlo Salotti a Domenico Spolverini, v kapli Collegia de Propaganda Fide v Římě. Následujícího dne, 30. října, byl Marella jmenován apoštolským delegátem v Japonsku. V roce 1942, kdy Vatikán přijal faktické diplomatické vztahy s Japonskem, získal Marella „plná diplomatická privilegia“. 27. října 1948 byl jmenován apoštolským delegátem pro Austrálii, Nový Zéland a Oceánii.
Ve čtyřicátých letech byl Marella také vyslán do Francie jako agent papeže Pia XII., když se snažil potlačit dělnicko-kněžské hnutí, které podle papeže podporoval kardinál Emmanuel Célestin Suhard navzdory svým protestům. Marella 15. dubna 1953 vystřídal ve funkci nuncia ve Francii arcibiskupa Angela Roncalliho (budoucího papeže Jana XXIII.).
Papež Jan XXIII. ho na konzistoři 14. prosince 1959 jmenoval kardinálem a v Paříži od prezidenta Charlese de Gaulla převzal červený biret. Na konzistoři 28. března 1960 ho prohlásil kardinálem-knězem ze Sant'Andrea delle Fratte. Jmenován arciknězem svatopetrské baziliky a prefektem Posvátné kongregace pro svatební huť svatopetrské baziliky 14. srpna 1961, Marella se v letech 1962-1965 účastnil Druhého vatikánského koncilu a byl jedním z kardinálů volitelů, kteří se v roce 1963 účastnili papežského konkláve, na němž byl zvolen papež Pavel VI.
Jako papežský legát se zúčastnil slavnostního otevření vatikánského pavilonu na Světové výstavě v New Yorku, kde 20. dubna 1964 předsedal odhalení Piety. Při této návštěvě Spojených států obdržel čtyři čestné doktoráty, včetně doktorátu Katolické univerzity v Americe, která v předchozím roce zakázala přednášet čtyřem liberálním teologům, za což Marella univerzitu pochválil.
Dne 19. května 1964 se stal předsedou Sekretariátu pro nekřesťany a opětovně působil jako papežský legát na oslavách osmistého výročí postavení katedrály Notre-Dame v Paříži (27. května 1964), na oslavách stého výročí příchodu prvních katolických misionářů do Japonska v Tokiu (12. ledna 1965) a na Národním kongresu Konfederace křesťanského učení v Pittsburghu (28. srpna 1966).
V roce 1970 byl Marella papežským zástupcem na Expo '70 v Ósace. Na konci února 1973 rezignoval na funkci předsedy sekretariátu. Od 12. prosince 1977 až do své smrti byl místoděkanem kardinálského kolegia.